# Mycobates parmeliae
Mycobates parmeliae är en kvalsterart som först beskrevs av Michael 1884.  Mycobates parmeliae ingår i släktet Mycobates och familjen Punctoribatidae. Inga underarter finns listade i Catalogue of Life.